# Michael Des Barres
Michael Philip Des Barres (Londra, 24 gennaio 1948) è un attore e cantante britannico.

## Biografia
Ex marito della groupie, attrice e scrittrice Pamela Des Barres, che ne scrive ampiamente in due dei suoi libri, I'm with the Band e Take Another Little Piece of My Heart, il marchese Michael Philip Des Barres è un attore e cantante rock britannico. In televisione è conosciuto soprattutto per aver interpretato il ruolo di Murdoc nella serie televisiva originale MacGyver e per aver recitato in alcune puntate di popolari serie televisive statunitensi e britanniche come Miami Vice, NCIS, Bones, CSI, Seinfeld, Frasier, Pappa e ciccia, Una mamma per amica e Melrose Place e in un cameo in una puntata del remake di MacGyver. Fondata nel 1972 la sua prima rock band, Silverhead, e scioltala nel 1974. Ha preso poi parte al gruppo chiamato Detective con alle tastiere Tony Kaye degli Yes. ha preso il posto di Robert Palmer nella band The Power Station nel 1985 per il Live Aid. Si è successivamente sposato con Britta, insegnante di pilates.

## Filmografia

### Cinema
- La scuola della violenza (To Sir, with Love), regia di James Clavell (1967)
- La vera storia del dottor Jekyll (I, Monster), regia di Steve Weeks (1971)
- Ghoulies, regia di Luca Bercovici (1985)
- Misteriose forme di vita (Nightflyers), regia di Robert Collector (1987)
- Pink Cadillac, regia di Buddy Van Horn (1989)
- Waxwork 2 - Bentornati al museo delle cere (Waxwork II: Lost in Time), regia di Anthony Hickox (1992)
- Trappola in alto mare (Under Siege), regia di Andrew Davis (1992)
- Diario di un'ossessione intima (Diary of a Sex Addict), regia di Joseph Brutsman (2001)
- Mulholland Drive, regia di David Lynch (2001)
- L'ultimo gigolò (The Man from Elysian Fields), regia di George Hickenlooper (2001)
- Tre ragazzi e un bottino (Catch That Kid), regia di Bart Freundlich (2004)
- California Solo, regia di Marshall Lewy (2012)

### Televisione
- WKRP in Cincinnati - serie TV, un episodio (1978)
- Cuore e batticuore (Hart to Hart) - serie TV, un episodio (1980)
- Miami Vice - serie TV, 2 episodi (1985-1988)
- MacGyver - serie TV, 7 episodi (1987-1991)
- ALF - serie TV, un episodio (1988)
- I quattro della scuola di polizia (21 Jump Street) - serie TV, 2 episodi (1989)
- Pappa e ciccia (Roseanne) - serie TV, un episodio (1991)
- Seinfeld - serie TV, un episodio (1993)
- Lois & Clark - Le nuove avventure di Superman (Lois & Clark: The New Adventures of Superman) - serie TV, un episodio (1994)
- Renegade - serie TV, un episodio (1995)
- Melrose Place - serie TV (1996-1997)
- JAG - Avvocati in divisa (JAG) - serie TV, 2 episodi (1997-2004)
- Just Shoot Me! - serie TV, un episodio (1998)
- Una mamma per amica (Gilmore Girls) - serie TV, un episodio (2002)
- Streghe (Charmed) - serie TV, un episodio (2002)
- Dead Like Me - serie TV, un episodio (2004)
- Alias - serie TV, un episodio (2005)
- Bones - serie TV, un episodio (2010)
- Il risolutore (The Finder) - serie TV, un episodio (2012)
- Suits - serie TV, un episodio (2012)
- NCIS - Unità anticrimine (NCIS) - serie TV, episodio 10x03 (2012)
- CSI - Scena del crimine (CSI: Crime Scene Investigation) - serie TV, un episodio (2013)
- MacGyver - serie TV, 2 episodi (2018-2019)

## Doppiatori italiani
Nelle versioni in italiano delle opere in cui ha recitato, Michael Des Barres è stato doppiato da:
- Luciano Roffi in Pink Cadillac, Alias
- Oreste Lionello in Tre ragazzi e un bottino
- Giuliano Santi in MacGyver (st. 2)
- Giampaolo Saccarola in MacGyver (st. 3)
- Fabrizio Temperini in MacGyver (st. 4-6)
- Gabriele Marchingiglio in Nip/Tuck
- Stefano De Sando in Jarod il camaleonte
- Silvio Anselmo ne Il risolutore
- Giovanni Petrucci in Suits
- Mino Caprio in NCIS - Unità anticrimine
- Saverio Indrio in CSI - Scena del crimine